# 久手駅
久手駅（くてえき）は、島根県大田市久手町波根西にある、西日本旅客鉄道（JR西日本）山陰本線の駅である。

## 歴史
- 1915年（大正4年）7月11日：鉄道院山陰本線小田駅 - 石見大田駅（現・大田市駅）間延伸時に開設[1]。客貨取扱開始[2]。
- 1982年（昭和57年）11月7日：貨物取扱廃止[2]。
- 1985年（昭和60年）3月14日：荷物扱い廃止[2]、無人駅化[3]。
- 1987年（昭和62年）4月1日：国鉄分割民営化に伴い、西日本旅客鉄道（JR西日本）の駅となる[2]。同時に有人駅化[4]
- 1990年（平成2年）3月10日：再度無人駅化[4][5]。
- 1993年（平成5年）3月上旬：乗車駅証明書発行機設置、使用開始[6]。

## 駅構造
益田方面に向かって右側に単式ホーム1面1線を有する地上駅（停留所）。以前は島式ホーム1面2線であったが、2001年の山陰本線高速化に伴い駅舎側の線路が撤去され、停留所構造となった。
浜田鉄道部管理の無人駅。乗車駅証明書発行機が設置されていたが、現在は撤去されている。トイレは水洗式。木造駅舎は線路から見て海側益田寄りに位置している。

## 利用状況
2022年度の1日平均乗車人員は46人である。2004年度は96人、1994年度は131人、1984年度は138人だった。
近年の1日平均乗車人員の推移は以下の通り。
| 乗車人員推移 | 乗車人員推移 |
| 年度         | 1日平均人数  |
| ------------ | ------------ |
| 1999         | 108          |
| 2000         | 100          |
| 2001         | 99           |
| 2002         | 100          |
| 2003         | 103          |
| 2004         | 96           |
| 2005         | 80           |
| 2006         | 76           |
| 2007         | 78           |
| 2008         | 77           |
| 2009         | 62           |
| 2010         | 62           |
| 2011         | 61           |
| 2012         | 56           |
| 2013         | 43           |
| 2014         | 43           |
| 2015         | 47           |
| 2016         | 53           |
| 2017         | 47           |
| 2018         | 48           |
| 2019         | 47           |
| 2020         | 47           |
| 2021         | 48           |
| 2022         | 46           |

## 駅周辺
- 波根西の珪化木
- 島根中央信用金庫 久手支店
- 久手郵便局
- 大田市立久手小学校
- 大田市立第二中学校
- 大田自転車競技場
- 国道9号
- 島根県道233号久手港線
- 島根県道285号波根久手線
- 島根県道286号池田久手停車場線

## 隣の駅
西日本旅客鉄道（JR西日本）
 山陰本線
波根駅 - 久手駅 - 大田市駅

#### 統計資料
1. ↑  “島根県統計書”. しまね統計情報データベース.   島根県政策企画局. 2025年2月4日閲覧。